# Slowenische Badminton-Mannschaftsmeisterschaft 2018
Die Slowenische Badminton-Mannschaftsmeisterschaft der Saison 2017/2018 gewann das Team von BK BIT.

## Endstand
- 1.	BK BIT (Nina Kotar, Tilen Zalar, Cecilija Barut, Nike Brajkovič, Natan Maksimovič, Blaž Smrkolj, Igor Sabljič)
- 2.	BK TEM Mirna (Gašper Krivec, Jerca Bajuk, Mitja Šemrov, Urban Herman, Domen Laznik, Nastja Stovanje)
- 3.	Mr. Pet Medvode (Petra Polanc, Maja Kersnik, Jaka Ivančič, Matic Ivančič, Grega Šuštar, Tej Kolar)
- 4.	BK Branik (Domen Lonzarič, Klemen Lesničar, Vesna Brlič, Daniel Klančar, Eva Gruber, Neža Frank)
- 5.	Manpower Olimpija (Maja Pohar, Ana Kovač, Ian Spiller, Žiga Vračar, Maruša Vračar, Nejc Zaviršek, Gregor Alič, Špela Alič)